# Euphrasia philippinensis
Euphrasia philippinensis är en snyltrotsväxtart som beskrevs av Du Rietz. Euphrasia philippinensis ingår i släktet ögontröster, och familjen snyltrotsväxter. Inga underarter finns listade i Catalogue of Life.